# Temporada de ciclones no Índico Norte de 1996
A temporada de ciclones do Norte do Oceano Índico em 1996 apresentou vários ciclones tropicais mortais, com mais de 2.000 pessoas mortas durante o ano. O Departamento Meteorológico da Índia (IMD) – o Centro Meteorológico Regional Especializado para o norte do Oceano Índico, reconhecido pela Organização Meteorológica Mundial – emitiu alertas para nove ciclones tropicais na região. As tempestades também foram rastreadas de forma não oficial pelo Joint Typhoon Warning Center, com sede nos Estados Unidos, que observou uma tempestade adicional. A bacia é dividida entre a Golfo de Bengala, na costa leste da Índia, e o Mar Arábico, na costa oeste. Durante o ano, a atividade foi afetada pela estação das monções, com a maioria das tempestades se formando em junho ou depois de outubro.
O primeiro sistema surgiu em maio 7 na Golfo de Bengala, que é o corpo de água a leste da Índia; a tempestade se desenvolveu em conjunto com uma tempestade no hemisfério sul e, por fim, atingiu Bangladesh. Três tempestades se formaram em junho. O primeiro atingiu Omã e depois causou inundações devastadoras no Iémen, matando 338 pessoas. pessoas e causando $ 1,2 bilhões em prejuízos.  As outras duas tempestades atingiram lados opostos da Índia, resultando coletivamente em 226 mortes após causar inundações generalizadas. Após uma breve depressão da terra em julho e uma depressão fraca no início de outubro, a temporada apresentou quatro ciclones notáveis começando no final de outubro. Uma área de baixa pressão se moveu pelo sul da Índia, matando 388 pessoas antes de fazer uma trilha inusitada no Mar da Arábia. No final de outubro, uma profunda depressão matou 14 pessoas em Bangladesh. O ciclone mais forte da temporada também foi o mais mortal, matando 1.077 pessoas quando atingiu Andra Pradexe no início de novembro. A tempestade final da temporada executou um raro loop na Baía de Bengala antes de enfraquecer e atingir o sul da Índia no início de dezembro, matando sete.

## Resumo sazonal
Durante a temporada, o IMD usou imagens de satélite e dados de superfície para avaliar e prever tempestades. A agência também utilizou um modelo de previsão de ciclones tropicais que usava a climatologia e a persistência de uma tempestade para prever o movimento futuro. Advertências e avisos foram transmitidos em toda a Índia por telégrafo e mídia de notícias. A atividade da bacia é subdividida entre o Mar Arábico e a Golfo de Bengala, em costas opostas da Índia, e geralmente é dividida antes e depois da estação das monções.
O IMD rastreou nove distúrbios tropicais, incluindo um que se desenvolveu sobre a terra, que está abaixo da média de 13 sistemas. Cinco das tempestades se formaram de outubro a dezembro, após o fim da estação das monções. Em geral, as tempestades se moveram mais lentamente do que a média, e dois dos ciclones seguiram trilhas incomuns perto da terra - um executou um raro loop na Baía de Bengala e outro se afastou abruptamente do estado indiano de Guzerate. Segundo o JTWC, a atividade na bacia foi 60% maior que a média, com oito ciclones tropicais. Quatro dessas tempestades atingiram intensidade de furacão - ventos de pelo menos 120 km/h – que era um recorde na época.
Em junho, uma série de tempestades afetou a Índia no auge da estação das monções. Duas tempestades em lados opostos do país contribuíram para a progressão das monções para o norte. As chuvas contínuas da monção levaram a inundações adicionais. a partir de 24 de julho, inundações de chuvas generalizadas mataram 731 pessoas em toda a Índia. As inundações também destruíram 368.420 casas e destruiram 394 000 ha de campos de cultivo. A monção foi restabelecida em águas abertas em 9 de outubro, gerando duas tempestades na bacia naquele mês. Houve duas tempestades simultâneas em lados opostos da Índia em outubro, o que não aconteceria novamente até maio 2010.

## Sistemas

### Depressão profunda BOB 01 (01B)
No início de maio, uma rajada de vento de oeste gerou dois distúrbios em ambos os lados do equador no leste do Oceano Índico, em associação com o cavado de monção. O sistema no hemisfério sul eventualmente se tornou a tempestade tropical Jenna, enquanto o sistema no hemisfério norte desenvolveu uma área de convecção por volta de 445 km a noroeste de Sumatra. Esta perturbação moveu-se geralmente para o norte, e inicialmente permaneceu desorganizada; as trovoadas foram retiradas de circulação. No entanto, o JTWC emitiu um Alerta de Formação de ciclone tropical (TCFA) em maio 5 uma vez que o sistema ficou melhor organizado em meio a ventos de baixo cisalhamento. Contornando a periferia de uma cordilheira, o sistema virou para o nordeste. Com base nas imagens de satélite, o JTWC classificou o sistema como ciclone tropical 01B às 00:00 UTC em 7 de maio. Três horas depois, o IMD classificou o sistema como uma depressão de cerca de 400 km ao sul de Calcutá. A tempestade se intensificou ainda mais enquanto se movia em direção ao sudeste de Bangladesh. O JTWC atualizou para um 75 km/h tempestade tropical, enquanto o IMD a atualizou para uma depressão profunda. Por volta das 00:00 UTC em maio Em 8 de novembro, a tempestade atingiu a costa ao longo do distrito de Cox's Bazar. Enfraquecendo rapidamente em terra, o sistema se dissipou no norte de Mianmar mais tarde naquele dia.
O sistema trouxe chuvas para o sudeste da Índia e Bangladesh. Kalapara Upazila neste último país registrou 60 mm de precipitação em 7 de maio. Uma estação em Cox's Bazar registrou ventos máximos de 75 km/h. A tempestade produziu marés altas que inundaram aldeias na costa, enquanto uma menina foi arrastada por ondas altas.  Ventos fortes derrubaram árvores e casas. havia 140 pescadores desaparecidos após a tempestade em 10 barcos.

### Tempestade tropical 02A
Em 31 de maio, uma fraca circulação persistia sobre as águas quentes do Golfo de Aden. Moveu-se para leste-nordeste ao longo da costa do Iémen e Omã, trazendo ar seco do norte que diminuiu a convecção. O sistema mudou-se para mais longe da costa em junho 7 no Mar Arábico aberto, onde interagiu com a monção do sudoeste e desenvolveu mais convecção. A convecção tornou-se mais persistente em junho 9 cerca de 1 480 km a nordeste da Somália em 9 de junho. Movendo-se para noroeste, o sistema se organizou o suficiente para que o JTWC o classificasse como ciclone tropical 02A por volta de 160 km da costa de Omã. Isso marcou a primeira ocasião em que um ciclone tropical se originou de um sistema no Golfo de Aden. Mais tarde em 11 de junho, atingiu a costa sudeste de Omã. A tempestade enfraqueceu sobre a terra, dissipando-se em 12 de junho, embora tenha continuado a produzir chuvas – pesadas às vezes – nos dias seguintes. O IMD não rastreou o sistema.
Na costa de Omã, as ondas fortes da tempestade desativaram um petroleiro e danificaram um barco de pesca, matando uma pessoa no último incidente. Atingindo Omã, a tempestade produziu totais de precipitação significativos bem acima da média mensal, chegando a 234 mm na região de Dhofar. Ventos fortes onde a tempestade se moveu em terra danificaram edifícios e a estação de tratamento de água local. As chuvas destruíram estradas e aldeias isoladas, matando duas pessoas por afogamento em Al-Ghubra. No entanto, os efeitos foram mais graves no Iêmen, onde as enchentes foram consideradas as piores já registradas. A tempestade produziu a maior chuva em 70 anos, chegando 189 mm em Ma'rib. As águas da enchente arrastaram ou danificaram 1 068 km de estradas e 21 pontes, algumas delas datadas de 2.000 anos até a era romana. A tempestade lavou o solo superficial ou destruiu 42 800 ha de campos de cultivo, respondendo por US$ 100 milhões em danos à agricultura. Pelo menos 1.820 casas foram destruídas, muitas delas construídas em wadis, ou leitos de rios secos. O dano geral foi estimado em US$ 1,2 bilhões, e havia 338 mortes no Iémen. O Banco Mundial auxiliou em um projeto para reconstruir a infraestrutura danificada no Iémen e mitigar futuras inundações.

### Tempestade ciclônica BOB 02 (03B)
Em 9 de junho, um distúrbio começou a se formar dentro da depressão das monções na costa sudeste da Índia. O fluxo vindo do sul ajudou o sistema a se organizar, e a convecção tornou-se mais definida em 11 de junho. Às 06:00 UTC no dia seguinte, o JTWC classificou o sistema como ciclone tropical 03B, e três horas depois o IMD o classificou como uma depressão. Uma cordilheira a leste inicialmente guiou o sistema para noroeste, embora uma depressão que se aproximava o tenha virado para nordeste, paralelo à costa. no início de junho Em 13 de novembro, o JTWC avaliou ventos de pico de 1 minuto de 85 km/h, e no dia seguinte, o IMD atualizou o sistema para uma tempestade ciclônica. Tanto a intensidade quanto a pista foram incomuns para o mês de junho. Às 00:00 UTC em junho Em 16 de novembro, o IMD estimou ventos máximos de 3 minutos de 85 km/h, em torno do qual a tempestade voltou para o noroeste. Cinco horas depois, a tempestade atingiu a costa perto de Visakhapatnam, Andra Pradexe, e rapidamente se enfraqueceu em uma baixa remanescente. O JTWC continuou rastreando os remanescentes até junho 18 quando o sistema estava sobre Madhya Pradesh.
Cerca de 3.000 pessoas evacuadas antes da tempestade em Andhra Pradexe. Quando a tempestade atingiu o estado, os ventos mais fortes em terra estavam em torno de 55 km/h. No entanto, os efeitos mais graves foram devidos às fortes chuvas, em parte devido à interação da tempestade com a monção. Chenai, no nordeste de Tamil Nadu, registrou 350 mm em 14 de junho, quebrando os 100 recorde de um ano para o maior total diário de chuva em junho. Três pessoas morreram perto da cidade depois que as chuvas inundaram as ruas. A maior precipitação diária foi de 680 mm no distrito de Khammam em Telangana. Áreas extensas em Andhra Pradexe receberam mais de 300 mm de precipitação, localmente com pico de 1 200 mm, causando inundações que romperam reservatórios e danificaram 3.833 canais. Em Madanapalle, as águas da enchente atingiram 6 m de profundidade, forçando 1.500 pessoas a deixarem suas casas. As inundações também danificaram 13 378 ha de campos de cultivo, com danos a bananas, coqueiros e manguezais. A tempestade danificou ou destruiu 1.594 casas, deixando mais de 3.000 famílias desabrigadas. O dano total foi estimado em R$ 820 milhões (US$ 23,5 milhões) em Andhra Pradexe, e havia 68 mortes no estado, principalmente devido a inundações repentinas. Em outras partes da Índia, a tempestade matou 111 pessoas, incluindo 44 em Tamil Nadu, onde 18 barcos foram danificados ou desaparecidos. Em algumas áreas, as chuvas ajudaram a acabar com a seca. Depois que a tempestade passou, o governo de Andhra Pradexe forneceu a cada família RS $ 1.000 (US $ 30) se sua casa fosse destruída e RS $ 100.000 (US $ 3.000) se perdessem um membro da família.

### Tempestade ciclônica severa ARB 01 (04A)
Enquanto a tempestade anterior estava paralela à costa leste da Índia, outro distúrbio se formou na costa oeste em 15 de junho, também associado à monção. A nova área de convecção persistiu, desenvolvendo uma circulação distinta no dia seguinte. no início de 17 de junho, uma depressão se desenvolveu por volta de 365 km a oeste de Mumbai. Às 18:00 UTC naquele dia, o JTWC o classificou como ciclone tropical 04A, depois que o campo de vento se tornou mais definido. O sistema moveu-se para o nordeste sob a influência da monção e rapidamente se intensificou devido a um anticiclone no ar que forneceu condições favoráveis. Em 18 de junho, o IMD atualizou o sistema para uma tempestade ciclônica e depois para uma tempestade ciclônica severa às 18:00 UTC naquele dia. Às 23:00 UTC, a tempestade atingiu Gujarat perto de Diu, apenas o quarto ciclone desde 1891 a atingir o estado em junho. Uma hora depois, o IMD avaliou ventos de pico de 3 minutos de 110 km/h, com base na aparência de uma característica do olho. Enquanto isso, o JTWC avaliou ventos de 1 minuto ligeiramente mais fortes de 120 km/h, equivalente a um furacão mínimo. A tempestade virou para o norte e enfraqueceu lentamente, degenerando em um remanescente baixo sobre o Rajastão em junho 20 antes de ser varrido por uma calha que se aproximava.
A tempestade deslocou-se para a costa com uma forte maré de tempestade, estimada em 5 to 6 m (16 to 20 ft) em Bharuch. Os ventos chegaram 85 km/h em Veraval, enquanto fortes chuvas se espalharam pela região, totalizando mais de 300 mm em algumas partes de Gujarat. Ao sul do ponto de desembarque, ventos fortes e ondas levaram 10 barcos em terra perto de Mumbai, forçando as tripulações a serem resgatadas por helicópteros. A tempestade interrompeu a produção de trigo e as operações portuárias no oeste da Índia. Em Gujarat, a tempestade arrancou árvores e danificou 8 000 ha de campos de cultivo, com 2.113 gado morto entre Gujarat e a vizinha Maharashtra, ao sul. A tempestade danificou 41.134 casas nos dois estados, e o dano total foi estimado em RS $ 196 milhões (US$ 5,6 milhão). foram 47 mortes relacionadas com o ciclone.

### Depressão LAND 01
No final de julho, uma área de baixa pressão bem definida se desenvolveu no noroeste da baía de Bengala. Moveu-se para a costa e se desenvolveu em uma depressão no sudeste da Índia perto de Daltonganj em 26 de julho. Virando para o oeste, o sistema se moveu pela Índia central, trazendo fortes chuvas ao longo de seu caminho. O sistema degenerou em uma baixa remanescente em julho 28 sobre Rajasthan, e no dia seguinte foi absorvido pela depressão das monções.

### Depressão BOB 03
Em 1 de outubro, uma depressão formada no oeste da Baía de Bengala. Movendo-se para o oeste, não conseguiu se intensificar além de 45 km/h. Por volta das 00:00 UTC em 2 de outubro, o sistema atingiu a costa perto de Ongole, Andhra Pradexe. Mais tarde naquele dia, o sistema degenerou em um remanescente baixo sobre o estado de Karnataka. Virou-se para o norte e atravessou a Índia central, trazendo fortes chuvas ao longo de seu caminho. Por fim, virou para o nordeste, dissipando-se sobre o Himalaia em outubro. 5. No sul da Índia, a tempestade destruiu casas, enquanto as enchentes varreram as pessoas para os rios. Pelo menos 22 pessoas foram mortas no país.

### Tempestade ciclônica severa ARB 02 (05A)
Descrito pelo JTWC como tendo "uma das trilhas mais incomuns na história do ciclone do Oceano Índico do Norte", a tempestade se originou como uma área de convecção que se formou em outubro 14 no sul da Baía de Bengala. Movendo-se para o oeste, atingiu perto de Chennai em outubro 17 como uma área de baixa pressão bem definida. Atravessou o sul da Índia e emergiu no Mar Arábico em 20 de outubro. O sistema entrou em depressão em outubro 22 e rapidamente se intensificou enquanto se movia para o norte. até outubro Em 24 de novembro, o ciclone se aproximou da intensidade do furacão ao desenvolver um olho. O IMD estimou ventos máximos de 3 minutos de 110 km/h, e o JTWC estimou ventos máximos de 1 minuto de 120 km/h. Em outubro Em 25 de novembro, a tempestade parou abruptamente e enfraqueceu na costa de Gujarat e avançou para o sudoeste como uma tempestade mínima. Não era mais classificável como um ciclone tropical em 28 de outubro, embora seus remanescentes persistissem até novembro 2 quando se dissiparam a leste da Somália.
No sul da Índia, a tempestade causou fortes chuvas que causaram graves inundações em Andhra Pradexe. Pelo menos 112 reservatórios ou represas foram rompidos, matando 200 pessoas no distrito de Prakasam.  As águas arruinaram cerca de 1 600 000 ha de campos de cultivo e danificou cerca de 53.000 casas, deixando milhares desabrigados e forçando 100.000 pessoas a deixarem suas casas. As inundações mataram 388 pessoas no sul da Índia e causou US$ 128,5 milhões em danos. A tempestade mais tarde varreu a costa oeste da Índia, encalhando 50 barcos.

### Depressão profunda BOB 04 (06B)
O vale das monções produziu uma área de convecção ao sul das ilhas Andaman e Nicobar em 21 de outubro. Localizado ao sul de uma cordilheira, o sistema moveu-se para o oeste através de uma área de cisalhamento hostil do vento, o que impediu o desenvolvimento rápido ao deslocar a circulação para o leste da convecção. O JTWC emitiu um TCFA em outubro 22 assim que apareceu o cisalhamento foi diminuindo, embora o sistema não tenha se organizado inicialmente. Depois que a convecção se tornou mais definida, o JTWC classificou o sistema como ciclone tropical 06B em outubro 25 na baía central de Bengala. Uma depressão que se aproximava do oeste enfraqueceu a cordilheira, permitindo que a tempestade virasse para o norte e depois para o nordeste. O IMD classificou o sistema como uma depressão em 27 de outubro, e mais tarde naquele dia ventos máximos estimados de 3 minutos de 55 km/h, tornando-se uma depressão profunda. O JTWC avaliou uma intensidade maior de 85 km/h. Acelerando para o nordeste, a tempestade atingiu a costa perto da fronteira da Índia e Bangladesh por volta das 18:00. UTC em 28 de outubro. Movendo-se por Bangladesh, o sistema enfraqueceu rapidamente e degenerou em uma baixa remanescente em outubro 29 sobre o estado indiano de Assam.
Antes da tempestade, o governo de Bangladesh evacuou cerca de 500.000 pessoas, com a assistência de 32.000 pessoas ajudando a espalhar a notícia da tempestade para as aldeias costeiras. Os barcos foram aconselhados a retornar ao porto.  À medida que o ciclone avançava para a costa, produziu fortes chuvas e 80 km/h ventos, junto com um 3 m onda de tempestade. Chuvas fortes causaram interrupções e inundações em Calcutá, no leste da Índia. Em Bangladesh, inundações afogaram milhares de cabeças de gado em Chittagong e danificaram 30,000 acres (12,000 ha) de campos de cultivo.  A tempestade destruiu cerca de 15.000 cabanas de palha em todo o país.  Cerca de 400 casas foram destruídas no distrito de Barisal, deixando milhares de desabrigados.  Três crianças foram mortas em Khulna depois que sua casa desabou.  Pelo menos 14 pessoas foram mortas e mais de 2.000 pessoas ficaram feridas, com 100 pescadores desaparecidos depois que seus barcos naufragaram. Dois pescadores que buscavam abrigo foram acidentalmente baleados e mortos por membros da marinha de Bangladesh, que pensaram que os pescadores eram piratas.

### Tempestade ciclônica muito severa BOB 05 (07B)
Depois que uma depressão tropical do Pacífico Ocidental se dissipou sobre Mianmar, outro distúrbio se formou no extremo leste da Baía de Bengala em 1 de novembro. Moveu-se para o oeste devido a uma crista ao norte, organizando-se lentamente. Em novembro Em 4 de janeiro, o IMD classificou o sistema como uma depressão, embora o JTWC o tivesse classificado como ciclone tropical 07B um dia antes. A tempestade rapidamente se organizou e desenvolveu um olho bem definido. Em 6 de novembro, o ciclone atingiu cerca de 50 km ao sul de Kakinada, Andra Pradexe no pico de intensidade. O IMD estimou ventos máximos de 145 km/h, enquanto o JTWC avaliou ventos de pico de 215 km/h. Logo após o landfall, o ciclone enfraqueceu e se dissipou em 7 de novembro.
Antes da tempestade, cerca de 225.000 famílias evacuadas, embora muitas cidades carecessem de abrigos adequados contra tempestades.  Quando o ciclone atingiu a costa, produziu ventos fortes de até 100 km interior, caiu 210 mm de chuva em um 40 km região, e inundou mais de 250 aldeias ao longo de 60 km porção da costa. Cerca de 70% dos danos gerais ocorreram no distrito de East Godavari, onde duas aldeias foram totalmente destruídas. A tempestade destruiu 241 802 ha de plantações e matou milhões de bovinos e frangos. Em Andra Pradexe, a tempestade danificou 647.554 casas, incluindo mais de 10.000 que foram destruídas. O dano total totalizou R$ 21,5 bilhões (US$ 602 milhões), comparável a um ciclone em 1977 que também atingiu Andra Pradexe.  Foram 1.077 mortes confirmadas com muitas outras desaparecidas, embora muitos dos mortos tenham sido arrastados para o mar e seja improvável que sejam encontrados. Após a tempestade, o governo e os capítulos locais da Cruz Vermelha ajudaram os moradores a se recuperarem dos danos, enquanto o Banco Mundial forneceu dinheiro para preparar melhor Andra Pradexe para futuras tempestades.

### Tempestade ciclônica muito severa BOB 06 (08B)
Com origem no vale das monções, uma circulação bem definida persistiu em novembro 26 perto das ilhas Andaman e Nicobar, acompanhado por uma área de convecção mal definida. Ele se formou em uma área de cisalhamento moderado do vento, permitindo que o sistema se organizasse lentamente enquanto se movia para oeste-noroeste. Tanto o IMD quanto o JTWC iniciaram alertas em 28 de novembro, este último classificando-o como ciclone tropical 08B. Em novembro Em 29, a tempestade virou para o norte e leste, iniciando um ciclo de quatro dias na baía central de Bengala; o JTWC observou que foi o loop mais duradouro já registrado no corpo d'água. Durante esse tempo, o sistema permaneceu fraco, nunca se intensificando além do estado de depressão profunda. Um cume cada vez mais forte ao norte virou a tempestade de volta para o oeste em novembro 30 em uma área de cisalhamento de vento mais leve. Em 2 de dezembro, o sistema se intensificou em uma tempestade ciclônica e, eventualmente, em uma tempestade ciclônica muito severa no dia seguinte, com o IMD estimando ventos máximos de 3 minutos de 120 km/h. O JTWC atualizou o sistema para o equivalente a um furacão em 4 de dezembro, estimando ventos máximos de 1 minuto de 140 km/h. O aumento do cisalhamento do vento desacoplou a convecção do centro; as tempestades continuaram para oeste-noroeste e atingiram Andra Pradexe, enquanto a circulação virou para sudoeste. Enfraquecendo ainda mais, o sistema atingiu Tamil Nadu entre Chennai e Pondicherry por volta das 16h. UTC em 6 de dezembro. Ele enfraqueceu rapidamente sobre a terra, dissipando-se no dia seguinte.
Antes da tempestade, cerca de 200.000 as pessoas evacuaram a costa indiana e uma chuva muito forte atingiu Tirupati e Chennai, após o ciclone prejudicial que atingiu Andra Pradexe um mês antes. Autoridades usaram ônibus e caminhões para transportar moradores em quase 500 aldeias. As autoridades alertaram os pescadores para não saírem para o mar durante a tempestade. Para evitar acidentes, os trabalhadores fecharam estradas e desligaram a energia antes da tempestade. Duas pessoas morreram em Andra Pradexe enquanto a tempestade ainda estava no mar, uma devido ao desabamento de uma casa e a outra devido à queda de uma árvore. As fortes chuvas relacionadas ao ciclone mataram duas pessoas antes que o sistema chegasse à costa. A tempestade deixou cair fortes chuvas em Andra Pradexe e Tamil Nadu. Os ventos em Chennai chegaram 100 km/h, forte o suficiente para derrubar árvores e causar acidentes; um motorista foi morto por uma árvore perto do aeroporto de Chennai.  No geral, a tempestade resultou em sete mortes.